# Gino Magurno
Gino Magurno (Napoli, ...) è un musicista e compositore italiano.
Soprannominato "l'altroparlante", ha composto il cd Tutti colpevoli (2008) (con il famoso brano Sputtanapoli").

Nel 2002 scrive con Edoardo Bennato e Ornella Della Libera Lo stelliere, canzone vincitrice del 45º Zecchino d'Oro. Con Bennato ha composto vari brani per esempio in Afferrare una stella oppure in Abbi dubbi, Il paese dei balocchi e Joe Sarnataro. Con vari musicisti ha creato il progetto Voxpopuli, in cui compone e suona in dischi come Siamo in tanti sulla stessa barca e pochi sullo stesso yacht,  Esasperanza (con Luca "Zulù" Persico dei 99 Posse), Bandarotta fraudolenta.
Ha composto la musica (e i testi con Silvio Magurno e Paolo Bianco) del brano Ninna nanna cantato da Mariangela al Festival di Sanremo 2007.